# 阿尔巴拉罗迈讷
阿尔巴拉罗迈讷（法語：Alba-la-Romaine，法語發音：[alba la ʁɔmɛn]）是法国阿尔代什省的一个市镇，属于普里瓦区。

## 地理
阿尔巴拉罗迈讷（44°33'18"N, 4°35'53"E）面积30.46 平方千米，位于法国奥弗涅-罗讷-阿尔卑斯大区阿尔代什省，该省份为法国东南部内陆省份，北起顺时针与卢瓦尔省、伊泽尔省、德龙省、沃克吕兹省、加尔省、洛泽尔省和上盧瓦爾省接壤。
与阿尔巴拉罗迈讷接壤的市镇（或旧市镇、城区）包括：欧比尼亚斯、圣昂代奥勒德贝尔、圣让勒桑特尼耶、圣庞斯、圣托梅、索特尔、勒泰伊、瓦尔维涅尔、贝尔新城。

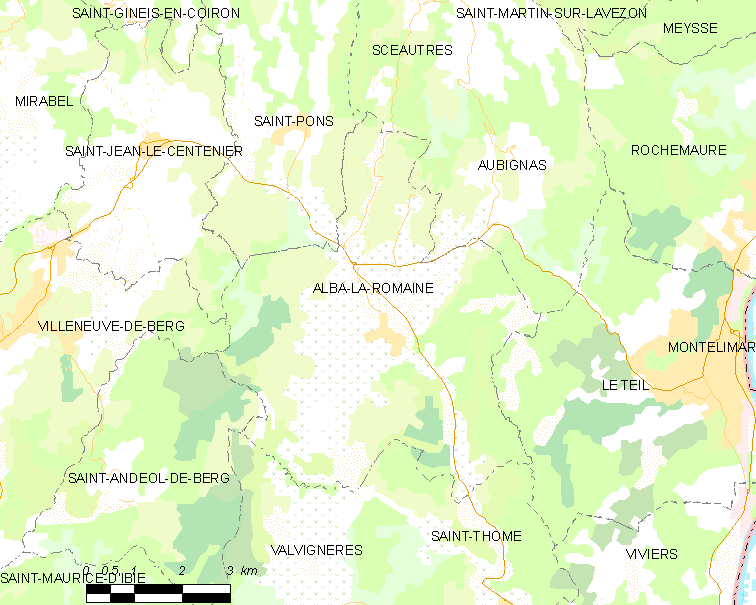
阿尔巴拉罗迈讷的OSM定位图

阿尔巴拉罗迈讷的时区为UTC+01:00、UTC+02:00（夏令时）。

## 行政
阿尔巴拉罗迈讷的邮政编码为07400，INSEE市镇编码为07005。

## 政治
阿尔巴拉罗迈讷所属的省级选区为贝尔-埃尔维县。

## 人口

1962-2008年间阿尔巴拉罗迈讷人口变化图示

阿尔巴拉罗迈讷于2022年1月1日时的人口数量为1538人。